# Pontavert
Pontavert ist eine französische Gemeinde mit 605 Einwohnern (Stand: 1. Januar 2022) im Département Aisne in der Region Hauts-de-France. Sie gehört zum Arrondissement Laon und zum Kanton Villeneuve-sur-Aisne.

## Geographie
Die Gemeinde Pontavert liegt am Südostrand des Chemin des Dames an der Aisne und ihrem Zufluss Miette, an der Grenze zum Département Marne und auf halbem Weg zwischen den Städten Laon und Reims. Nachbargemeinden von Pontavert sind Corbeny im Nordosten, La Ville-aux-Bois-lès-Pontavert im Osten, Berry-au-Bac und Gernicourt im Südosten, Concevreux im Süden, Chaudardes im Südwesten, Beaurieux und Craonnelle im Westen sowie Craonne im Nordwesten.

## Bevölkerungsentwicklung
| Jahr                       | 1962 | 1968 | 1975 | 1982 | 1990 | 1999 | 2006 | 2015 | 2022 |
| -------------------------- | ---- | ---- | ---- | ---- | ---- | ---- | ---- | ---- | ---- |
| Einwohner                  | 299  | 268  | 282  | 296  | 416  | 444  | 599  | 607  | 605  |
| Quellen: Cassini und INSEE |      |      |      |      |      |      |      |      |      |

## Sehenswürdigkeiten
- Kirche Saint-Médard
- Schloss
- Wasserturm
- französischer und Commonwealth-Soldatenfriedhof

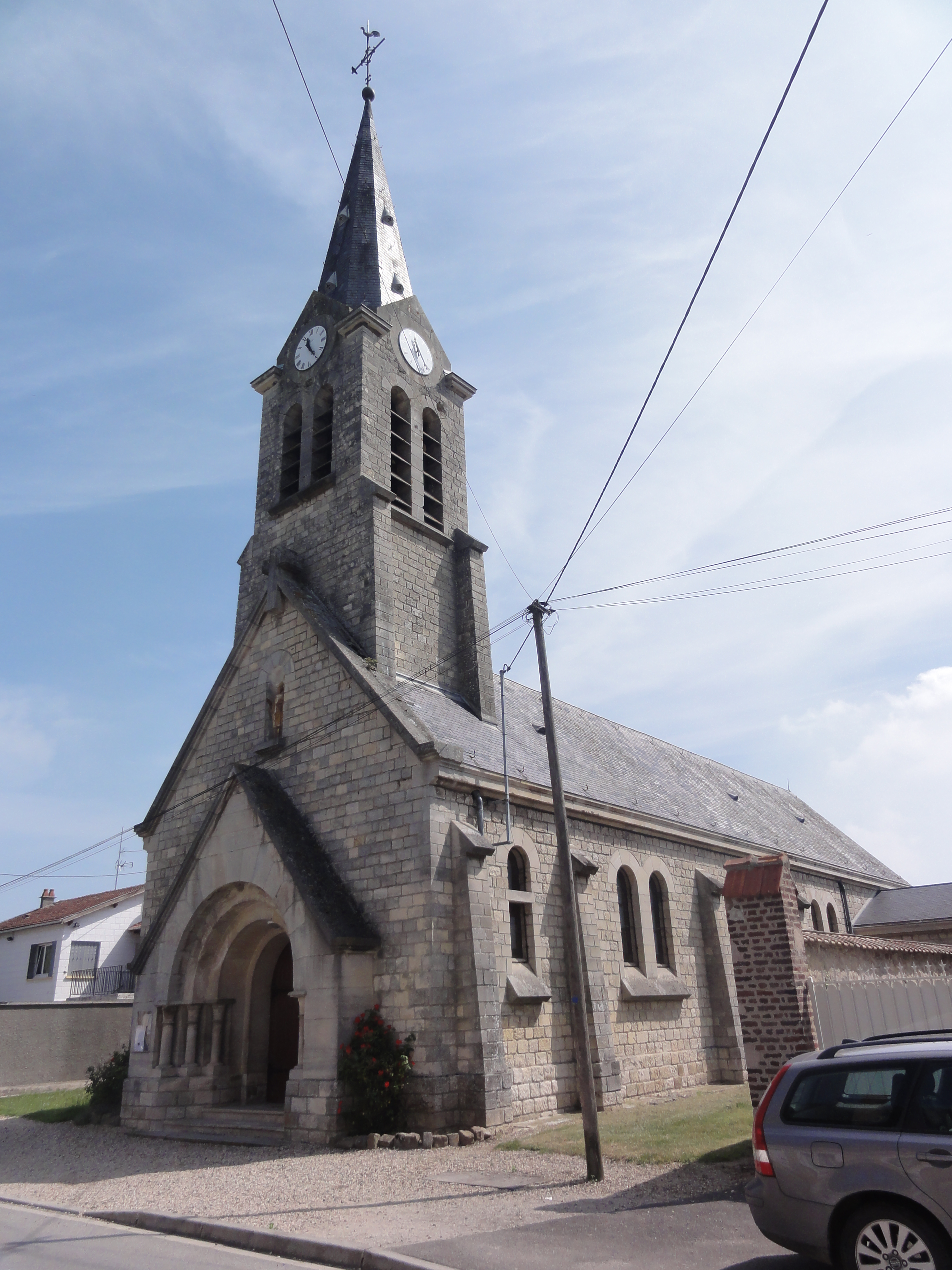
Kirche Saint-Médard
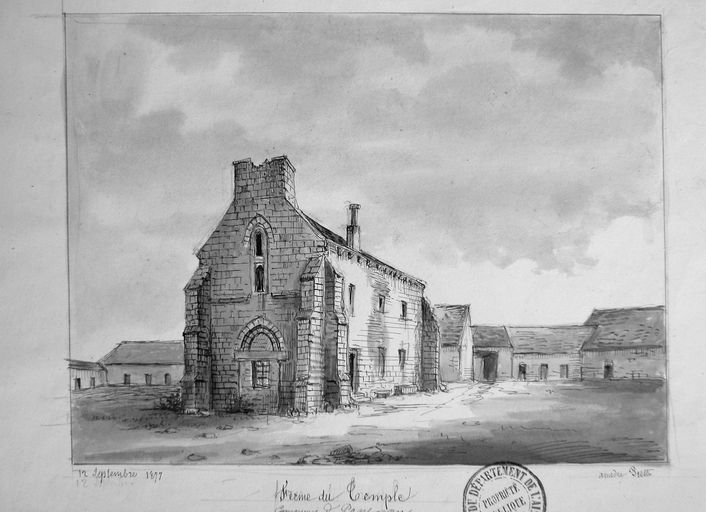
Kapelle der ehemaligen commanderie 1877
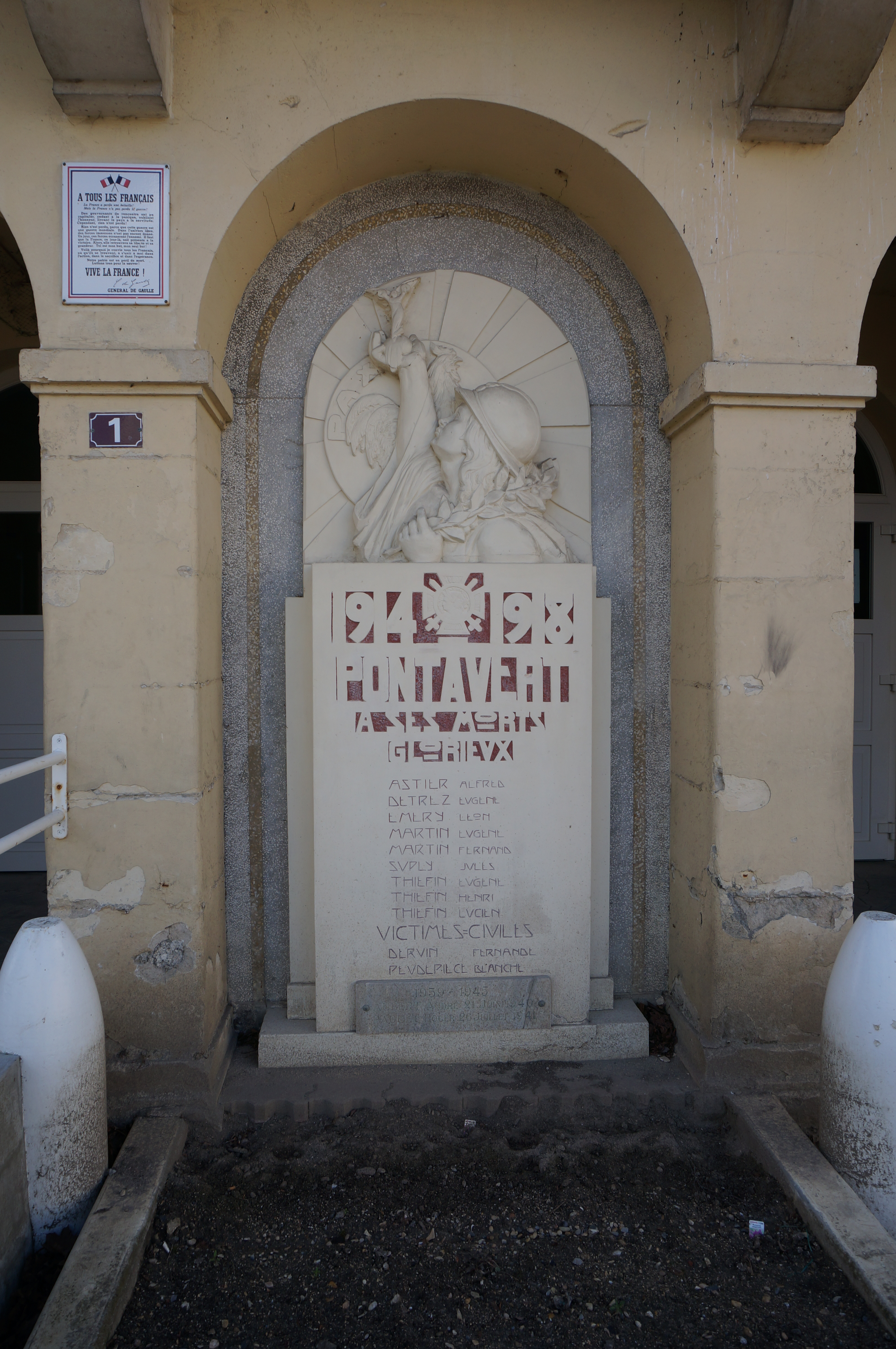
Gefallenendenkmal
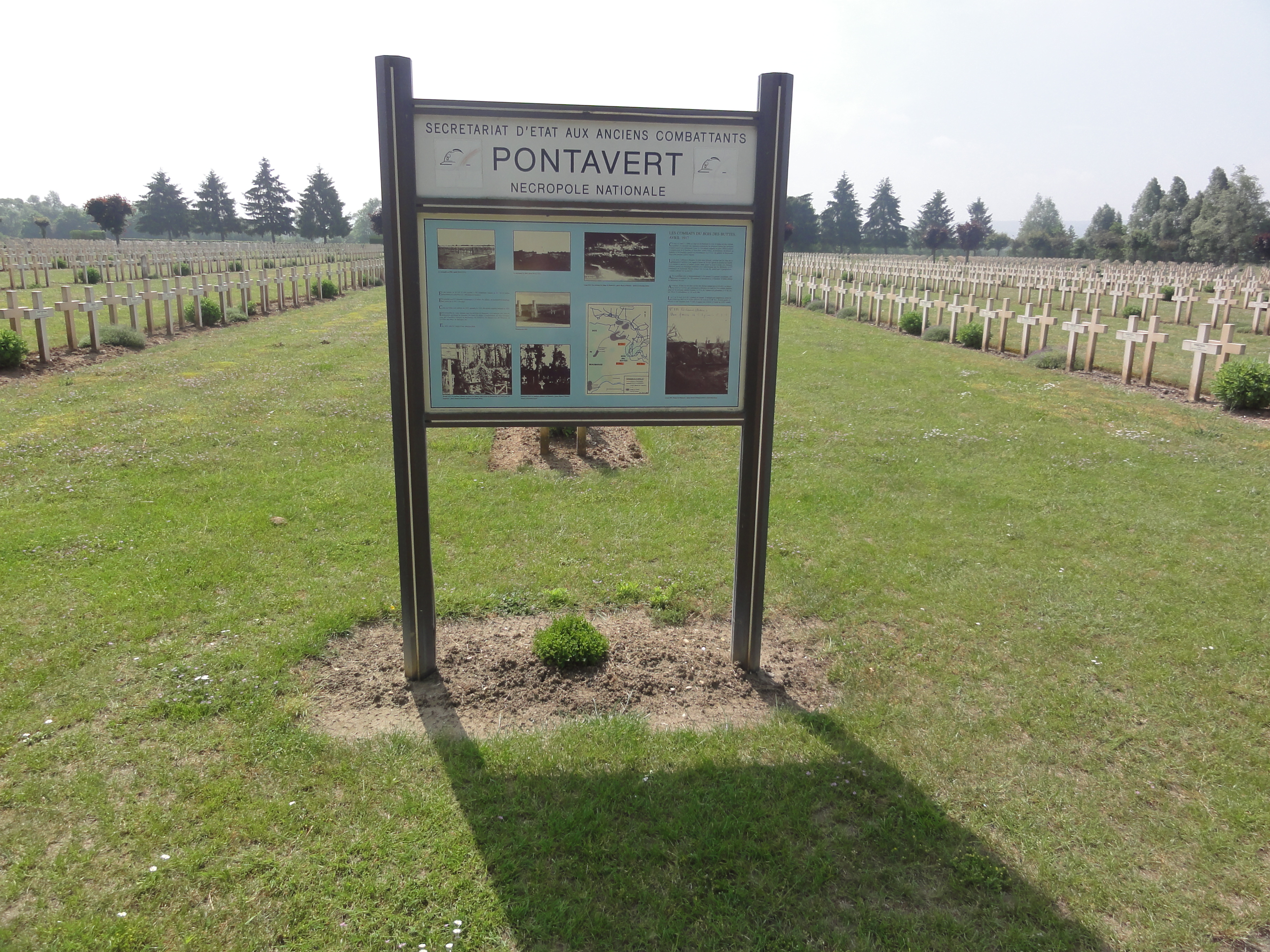
Französischer Soldatenfriedhof
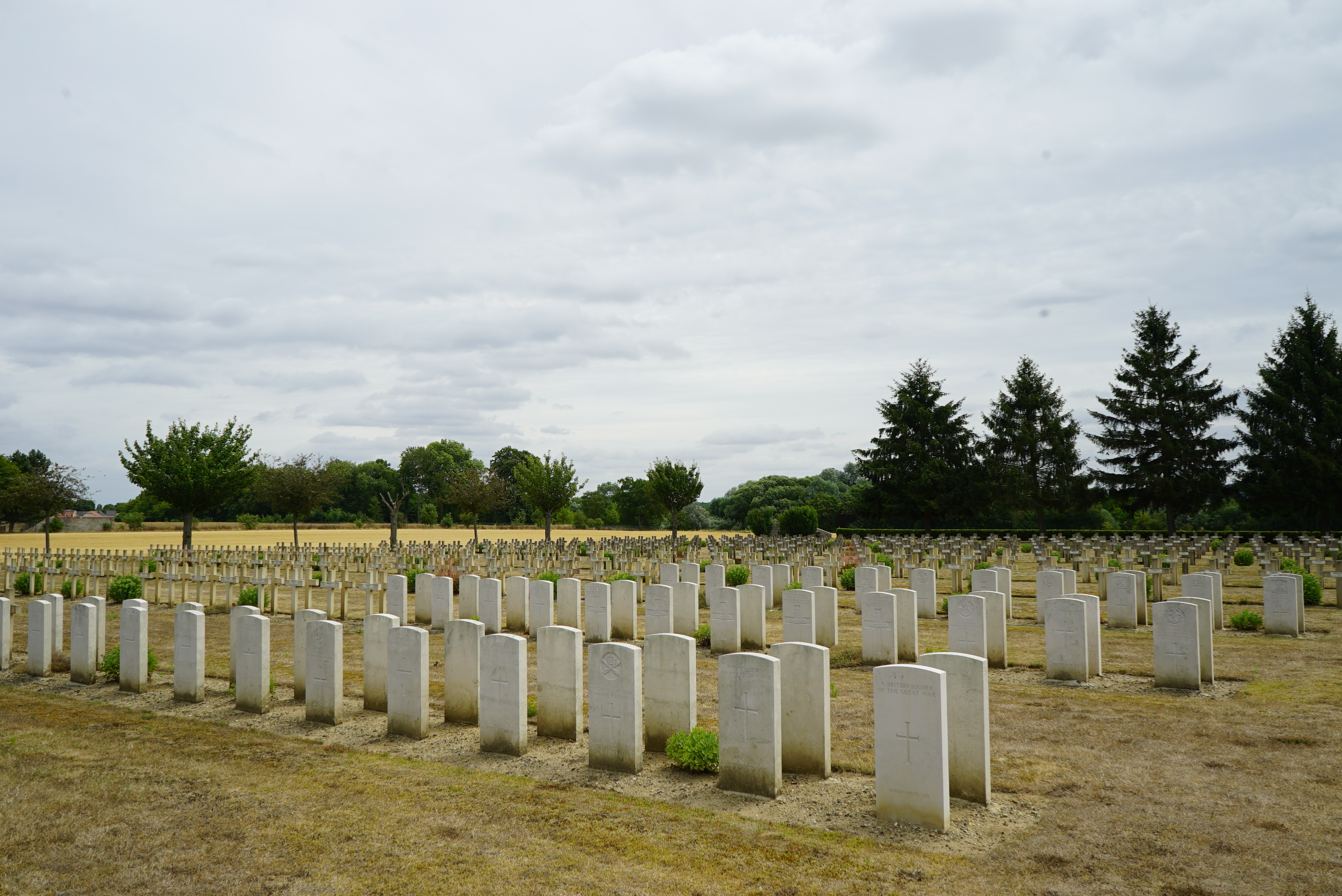
Commonwealth-Soldatenfriedhof